# Kaiserlich Russische Luftstreitkräfte
Die Kaiserlich Russischen Luftstreitkräfte (russisch Российский императорский военно-воздушный флот) des Russischen Reiches existierten von 1910 bis 1917.

## Entwicklung der russischen Luftstreitkräfte bis 1914
1904 gründete Nikolai Schukowski das weltweit erste aerodynamische Forschungsinstitut in Gattschina bei Sankt Petersburg.
1910 nahmen russische Flieger mit französischen Flugzeugen die erste Militärflugschule in Betrieb; darauf fand die Ausbildung im Sommer in Gattschina und im Winter in Warschau statt.
1911 fand in Gattschina die erste Schau von Militärflugzeugen statt. Erstmals nahmen Flieger an den großen Heeresmanövern teil.
1912 beschaffte die Marine 10–12 Wasserflugzeuge des Typs Voisin Canard. Als erste Freiwillige meldeten sich fünf Marineoffiziere zur Ausbildung. Die erste Seefliegerschule wurde in Katscha bei Sewastopol eröffnet. Später folgten Seeflugstationen in St. Petersburg, Reval, Libau und Sewastopol. Die heute noch erhaltenen Kaiserlichen Flugzeughallen im Hafen von Reval waren die ersten in Massivbauweise errichteten Hangars der Welt. Erstmals wurde mittels Funktelegrafie eine Funkverbindung von einem Flugzeug aus zu einem Kriegsschiff hergestellt.
Geflogen wurde überwiegend mit ausländischen Maschinen, die importiert oder in Lizenz in Russland hergestellt wurden. Die Armee nutzte deutsche Etrich-Tauben, Albatrosse und Aviatiks, französische Baumuster der Firmen Bréguet, Blériot, Deperdussin, Hanriot, Nieuport und Farman, dazu die viermotorige Russki Witjas, ein Riesenflugzeug des russischen Konstrukteurs Igor Sikorski. Die Marine verfügte über Flugboote der Typen Lévèque und Curtiss, dazu Doppeldecker der französischen Hersteller Farman, Astra, Breguet und Eindecker von Nieuport.
1914 unternahmen russische Flieger erstmals Flüge in die Arktis, um nach der dort verschollenen Expedition des Polarforschers Georgi Sedow zu suchen.

## 1914–1917
Die russischen Heeresflieger wurden von der Luftfahrtabteilung des Generalstabes in Sankt Petersburg geführt. Inspekteur der Luftstreitkräfte war General Helgard.
Mit einer Stärke von 244 Flugzeugen, davon 145 für den Fronteinsatz, dazu 4 Luftschiffen und 46 Fesselballons, lagen die Luftstreitkräfte der russischen Armee bei Kriegsausbruch nach der deutschen Fliegertruppe auf Rang zwei der kriegsführenden Mächte, noch vor der französischen, die über etwa 150 Flugzeuge verfügte. Hinzu kamen 12 Luftschiffe und 46 Ballons. Über 130 ausgebildete Piloten und ca. 100 Beobachter standen zur Verfügung.
Die Fliegerkräfte wurden auf 39 Fliegerkompanien (Eskadronen) zu je vier Flugzeugen und zwei Reserveflugzeugen verteilt.
Von vornherein erwiesen sich die mobilisierten Flugzeuge – Nieuports mit 70-PS-Motoren, Farman 16 und 22, sowie eine bunte Typenvielfalt von französischen Morane-Saulniers und Voisins, deutschen Albatrossen, Aviatiks und LVG, britischen Bristols und anderen Baumustern – als nur bedingt den Frontanforderungen gewachsen; insbesondere die geforderte Steiggeschwindigkeit von 11 Minuten auf 500 Meter war wesentlich zu gering, um sich dem Gewehrfeuer des Gegners entziehen zu können. Auch die ersten beiden Großbomber Sikorski Ilja Muromez erfüllten nicht die Erwartungen.
Die Truppe forderte nun eine Dienstgipfelhöhe von 3000 bis 4000 Metern und eine höhere, den Feindflugzeugen angemessene Fluggeschwindigkeit. Eine Flugzeugbewaffnung war nicht vorhanden, die mangelhafte Ausrüstung mit Fotomaterial verzögerte die Auswertung von Luftbildern, die Infanterie war nicht ausgebildet im Erkennen der eigenen Flugzeuge und nahm auch russische Besatzungen unter Feuer. Zur Artilleriebeobachtung und -feuerleitung aus der Luft fehlten alle Voraussetzungen.
Für die elf verschiedenen Motortypen fehlten Ersatzteile, pro Monat verließen nur 30–40 neue Flugzeuge die Flugzeugfabriken, deren Qualität hinter den Fronterfordernissen zurückblieb. Ingenieure und Facharbeiter waren voreilig eingezogen und an die Front geschickt worden. Die Nachschubsteuerung versagte; Flugzeuge wurden ohne Motoren an die Fliegereinheiten ausgeliefert, so dass zwei oder drei Flugzeuge sich einen Motor „teilen“ mussten. So bat der Führer der der IX. Armee zugeteilten Fliegerstaffel darum, dass ihm nur noch zwei Missionen pro Tag zugewiesen würden, da nur noch zwei Flugzeuge einsatzbereit seien. Ende 1914 war ein Großteil der Flugzeuge verbraucht, Einheiten mussten aus der Front gezogen werden, auch der Zukauf von einigen Morane-Saulnier Parasol und die Verwendung von Beuteflugzeugen konnten die Lücken nicht füllen.
Die Luftstreitkräfte, bis 1915 der Pioniertruppe zugeordnet, wurden als eigene Truppengattung direkt dem Oberkommando, der Stawka unterstellt.
Mitte 1915 befanden sich nach Zukauf französischer Flugzeuge etwa 350 Flugzeuge im Fronteinsatz. 233 Piloten durchliefen 1915 die Flugschulen, allerdings beliefen sich bis Dezember 1915 auch die Verluste der Flieger auf 30 %. Im Herbst 1916 verfügten die 75 Fliegerabteilungen an der Front über etwa 716 Flugzeuge, weitere 487 Piloten hatten die Flugschulen absolviert. Im Februar 1917 sollen über 1000 Flugzeuge im Einsatz gestanden haben.
Die Leistungsfähigkeit der Fliegerkräfte entwickelte sich von 1914 bis 1916 wie folgt:
| Zeitpunkt      | Pilotenanzahl | Einsätze | Flugstunden |
| -------------- | ------------- | -------- | ----------- |
| September 1914 | 90            | 369      | 409         |
| August 1915    | 192           | 1597     | 1672        |
| August 1916    | 369           | 2116     | 3444        |

### Jagdflieger

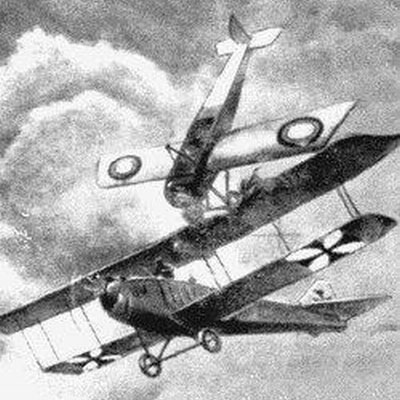
Der tödliche Rammangriff des Piloten Nesterow

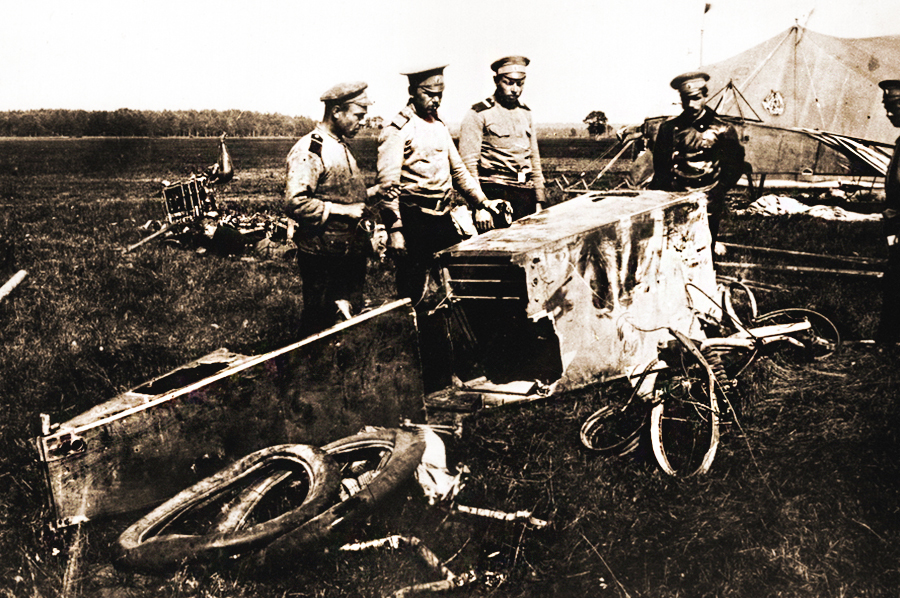
Trümmer der zerstörten Albatros

Am 26. August 1914 kam es zum ersten „Luftsieg“ des Krieges: Der russische Pilot Stabshauptmann Pjotr Nesterow rammte mit seinem unbewaffneten Nieuport-IV-Eindecker eine österreichische Albatros; der Zusammenstoß kostete seine Gegner und ihn das Leben. Stabshauptmann Alexander Kasakow, der die dem XIX. Armeekorps unterstellte Eskadron führte, nahm in seiner Maschine sogar ein langes Stahlseil mit, mit dem er die Tragflächen feindlicher Flugzeuge einreißen wollte. Auch er rammte ein Feindflugzeug und brachte es so zum Absturz.
Seit 1915 wurden Warschau und das Hauptquartier der Armee bereits von Abwehrstaffeln geschützt. Sukzessive wurden Lewis-MGs an die Fliegereinheiten ausgegeben. Trotzdem meldete der Chef der russischen Feldfliegerverwaltung am 31. Januar 1916, dass die technische Unterlegenheit der Flugzeuge und das Fehlen von Jagdfliegern jede eigene Luftaufklärung unmöglich machte. Eine im Frühjahr 1916 abgestellte französische Unterstützungsmission mit einer Jagdstaffel, einer Luftbildabteilung und einem Funktrupp sollte die Lage bessern, außerdem wurden im März die drei ersten russischen Jagdfliegerstaffeln gebildet und im Mai an die Front geschickt, gleichzeitig wurden neun weitere Jagdstaffeln aufgestellt, so dass jede Armee über eine Jagdstaffel verfügen sollte. Am erfolgreichsten kämpfte die bei Lutzk stationierte „Tod oder Ehre“-Eskadron unter dem Kommando von Stabshauptmann Alexander Kasakow. Mitte 1917 waren 11 Kampfstaffeln im Einsatz.
Die Luftüberlegenheit der Mittelmächte konnte jedoch nicht gebrochen werden. Insgesamt erzielten russische Flieger bis Oktober 1917 182 bestätigte Luftsiege bei eigenen Verlusten von 250 gefallenen Piloten und 70 Beobachtern sowie 54 Fliegern, die in Gefangenschaft geraten waren.
Siehe Liste russischer Jagdflieger im Ersten Weltkrieg

### Bombenflieger
M. W. Schidlowski, der leitende Direktor der Russisch-Baltischen Waggonfabrik, die die viermotorigen Bomber Sikorsky Ilja Muromez produzierte, konnte trotz enttäuschender Leistungen der beiden zu Beginn des Krieges gelieferten Großflugzeuge durch persönliche Intervention im Kriegsministerium erwirken, dass deren Produktion nicht aufgegeben wurde, sondern den Grundstock eines strategischen Bombergeschwaders bilden sollte. Am 10. Dezember 1914 wurde unter Führung Schidlowskis, der zum Generalmajor ernannt wurde, die „Eskadra Wosduschnych Korablei“ (Эскадра воздушных кораблей) gebildet.
Diese „Staffel der fliegenden Schiffe“ startete ihre Einsätze ab Februar 1915 von Jablonna aus, ca. 40 Kilometer hinter den Linien in Polen. Im Laufe des Krieges brachte es die Staffel auf 442 Einsätze an der Front zu Deutschland und Litauen und mehr als 40 Luftsiege, wobei während des gesamten Krieges nur 2 Flugzeuge im Einsatz verloren gingen. Insgesamt 73 dieser Riesenbomber wurden hergestellt, etwa die Hälfte davon gelangte in den Kriegseinsatz.

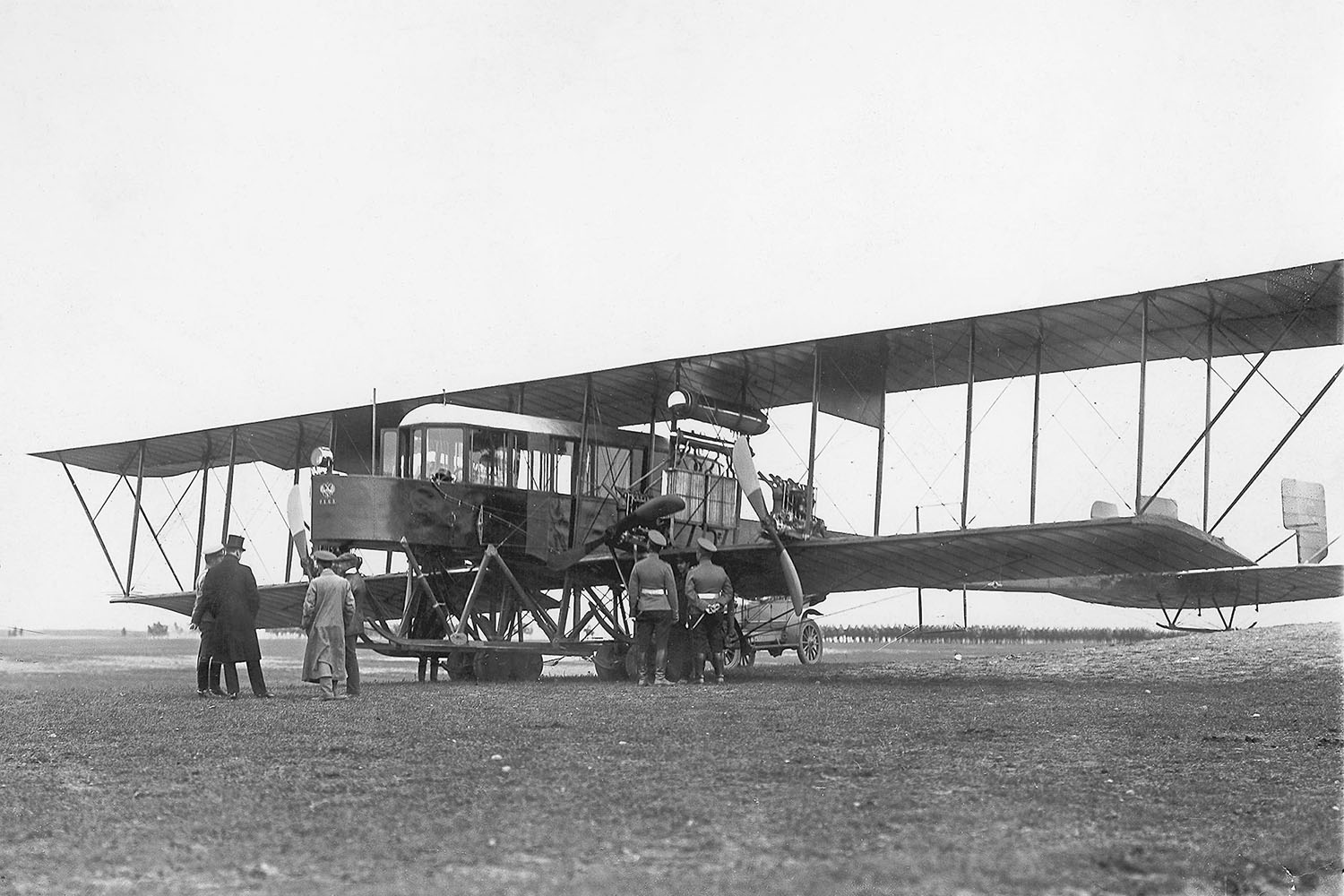
Sikorsky Russki Witjas

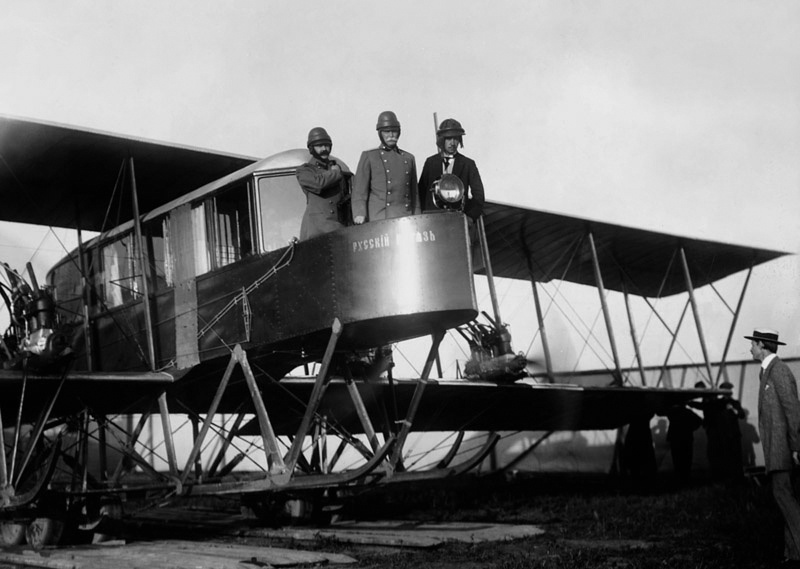
Sikorsky Russki Witjas

### Marineflieger
Die Marineflieger in Ostsee und Schwarzem Meer blieben weiterhin den russischen Seeaufklärungskräften unterstellt, sie wurden erst 1916 in einem eigenständigen Geschwader zusammengefasst.
Im Schwarzen Meer ließ die russische Marine seit 1915 die beiden Frachtschiffe „Imperator Nikolai I.“ und „Imperator Alexander I.“ und die ehemalige Yacht „Almas“ zu Flugzeugmutterschiffen umbauen. Diese Schiffe konnten 6–8 Seeflugzeuge, die „Almas“ maximal 3 aufnehmen. Auch andere Kriegsschiffe konnten einzelne Flugzeuge zum Einsatz bringen, so der Kreuzer „Kagul“, von dem 1915 ein Curtiss-Wasserflugzeug gegen die Dardanellen eingesetzt wurde. Später kamen noch einige rumänische Schiffe hinzu. Außer Sichtweite, also etwa 30 bis 40 Meilen vom Angriffsziel entfernt, wurden die Flugzeuge von den Mutterschiffen zum Start abgesetzt; die Verständigung Flugzeug-Schiff erfolgte mangels Funkgerät über Rauchsignale.
Nach der Umgliederung 1916 operierten im Schwarzen Meer zwei Seefliegerbrigaden zu je drei „Diwisij“ (Divisionen) mit je drei „Otrjadi“ (Abteilungen) in Stärke von je acht Piloten und acht Flugzeugen sowie acht Reserveflugzeugen. Neben der Aufklärung und Bekämpfung feindlicher Schiffe waren die Unterstützung der rumänischen Streitkräfte und die Bekämpfung feindlicher Marineeinrichtungen die wesentlichen Operationsziele.

## Flugzeugproduktion
Während man sich um Lieferung von Flugzeugen durch die Verbündeten bemühte, wurden auch zahlreiche Anstrengungen unternommen, die eigene Flugzeugproduktion zu steigern und weitere Fabriken zu bauen:
| Jahr | Flugzeugwerke | Motorenwerke | Propellerwerke |
| ---- | ------------- | ------------ | -------------- |
| 1914 | 8             | 2            |                |
| 1915 | 9             | 5            | 1              |
| 1916 | 10            | 6            | 2              |
| 1917 | 11            | 6            | 2              |

Der Plan sah für 1915 bereits eine monatliche Produktionsmenge von 140 Nieuport-Eindeckern und 8 Farman-Doppeldeckern vor, die durch die russische Industrie geliefert werden sollten. 1916 sollen 1.769 Flugzeuge und 660 Motoren produziert worden sein, verlässliche Zahlenangaben fehlen jedoch.
Nachschublieferungen der Ententemächte waren von deutschen U-Booten bedroht – allein die torpedierte „King David“ versank mit 46 Flugzeugen auf dem Weg nach Archangelsk. Trotzdem lieferten die Verbündeten etwa 900 Flugzeuge und 1300 Motoren an Russland.
Aufgrund der logistischen Schwierigkeiten und der großen Abhängigkeit von Flugzeug- und Motorenlieferungen der Verbündeten gelang es der russischen Armee im Verlauf des Krieges trotz aller Bemühungen daher nicht, eine schlagkräftige Luftwaffe aufzubauen. Die russische Flugzeugproduktion von 1914 bis 1917 lieferte wesentlich weniger als die der vergleichbaren kriegsteilnehmenden Nationen.
Im Sommer 1916 zeigte die kritische Untersuchung der inländischen Produktionskapazitäten, dass in absehbarer Zeit nur 44 % des Frontbedarfs an Kampfflugzeugen durch heimische Produktion abgedeckt werden konnte. Infolgedessen wurde mit Großbritannien ein Abkommen über die Lieferung von Flugzeugen und die erforderliche Ausbildung geschlossen und ab April 1917 unter dem britischen Kommandanten Major Valentine eine Flugschule in Moskau betrieben, in der britische Piloten, Beobachter, Funker, Motor- und Waffenwarte ihre russischen Kameraden an je fünf Vickers F.B.19, Sopwith 1½ Strutter und B.E.2 in den drei Ausbildungsklassen Jagdfliegerei, Aufklärung und Artilleriebeobachtung ausbildeten. Der Ausbildungsbetrieb kam im Zuge der Revolutionswirren im Juni 1917 allerdings zum Erliegen.
Entsprechend entwickelte die russische Luftfahrtindustrie neben der Ilja Muromez nur wenige weitere erfolgreiche Typen, so verschiedene Doppeldecker des Konstrukteurs Dmitri Fjodorow der Anatra-Werke in Odessa und die Entwicklungen des Luftfahrtpioniers Wladimir Lebedew. Besonders bekannt wurden die Typen Moska MB, Anatra D und DS, die Lebedew LM-1, Lebedew-11 und Lebedew-12. Oft waren die russischen Fabrikate jedoch technisch unausgereift oder von unzuverlässiger Qualität; häufige Flugunfälle waren die Folge.
Im Schwarzen Meer und in der Ostsee operierten die Marineflieger mit Flugbooten des Konstrukteurs Dmitri Grigorowitsch wie den Typen Grigorowitsch M-2, M-3, M-4 und M-5. Einige Versuchsmuster wie der Saweljew-Vierdecker und die Porochowschtschikow 2 gingen nicht in Produktion, auch der Ende 1916 von Igor Sikorski gebaute Großbomber „Alexander Newski“ kam nicht mehr zur Serienfertigung, und der übergroße Riesenbomber Swjatogor des Konstrukteurs Slessarjew blieb flugunfähig.
Überwiegend kamen französische Flugzeuge zum Einsatz, darunter
- Caudron G.III, G.IV, G.VI
- Farman S7 und S8
- Farman XV, XVI, XXII, XXX, XXVII
- Morane-Saulnier G, N
- Nieuport IV, 10, 11, 12, 17, 18, 19, 20, 21, 23, 24, 27, 28
- Voisin 3B2, 7A2, 9A2
- SPAD-A-Typen, S.VII, S.XII, S.XIII

sowie einige britische Typen, darunter
- B.E.2e
- Sopwith 1½ Strutter
- Sopwith Triplane
- Royal Aircraft Factory S.E.5
- Vickers F.B.19,

und schließlich einige Beuteflugzeuge wie die Albatros C.I, LVG B.II und LVG C.I.
Die Produktion der Flugzeuge fand im Wesentlichen per Lizenzfertigung in russischen Fabriken statt, so zum Beispiel bei der Firma Dux in Moskau, die Baumuster von Voisin, Nieuport, Farman und Morane-Saulnier nachbaute, oder es entstanden Varianten oder Kopien wie die von Anatra gebaute Anatra Voisin-Iwanow oder die der deutschen Aviatik nachgebaute Anatra D. Gnome-et-Rhône-Umlaufmotoren und Reihenmotoren von Hispano-Suiza wurden ebenfalls in Lizenz gebaut.
Im Oktober 1917 produzierten 27 Flugzeugwerke, überwiegend mit französischen Lizenzen, sieben weitere Werke waren geplant oder im Bau.
Zu diesem Zeitpunkt waren die russischen Luftstreitkräfte auf 35.000 Mann und etwa 700–1000 Flugzeuge angewachsen.

## Anstrich und Markierung

Kokarde der russischen Fliegertruppe
Russische Flagge
Andreaskreuz der russischen Marineflieger

Das Hoheitsabzeichen für russische Flugzeuge war eine rot-blau-weiße Kokarde, die auf den Tragflächen, den Rumpfseiten und dem Leitwerk aufgebracht war. Zum Teil wurden auch die russischen Nationalfarben in viereckiger Flaggen- oder dreieckiger Wimpelform am Flugzeugrumpf aufgemalt.
Manche Piloten und Staffeln verwendeten besonders markante Symbole, um ihre Flugzeuge in der Luft identifizieren zu können. So hatte z. B. Hauptmann Kruten den Kopf eines Ritter auf seine Maschine malen lassen, die Eskadra 19 des Stabshauptmanns Kasakow kennzeichnete ihre Jagdflugzeuge mit einem weißen Totenkopf auf schwarzem Grund.
Die russischen Marineflieger markierten ihre Flugzeuge mit dem blauen Andreaskreuz auf weißem Grund.